# Фемонвиль
Фемонвиль (фр. Faymonville, валлон. Faimonveye, нем. Außenborn) — деревня в Бельгии, расположенная в коммуне Вем, провинции Льеж, региона Валлония. Находится на границе французского и немецкоязычного языковых сообществ.

## Прозвище

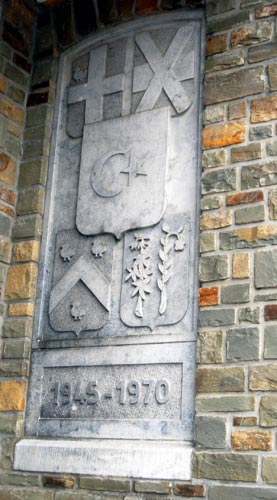
Изображение звезды и полумесяца на стене одного из зданий в Фемонвиле

Фемонвиль известен по прозвищу «турецкая деревня», а местных жителей называют «турками».
Существует несколько версий возникновения такого прозвища. Согласно самой распространённой из легенд, в Средние века жители Фемонвиля отказались платить церковный налог, за что жители окрестных сёл прозвали их «турками». Согласно другой, такое прозвище возникло из-за отказа местных жителей участвовать в крестовых походах. По ещё одной легенде, жители Фемонвиля, назвав себя «турками», сумели избежать захвата деревни немцами, и впоследствии они стали больше привязываться к «турецкой» идентичности. Есть версия, что такое прозвище возникло при Марии Терезии Австрийской в XVIII веке, после отделения деревни от коммуны.
Местные жители поощряют использование своего прозвища. В деревне есть много изображений звезды и полумесяца, во многих местах можно встретить слово «турецкий».

## Культура
В деревне проводится небольшой «турецкий» карнавал. На карнавале местные жители наряжаются в сияющие костюмы и надевают тюрбаны. Для участия в карнавале в Фемонвиль каждый год приезжают этнические турки, проживающие в Бельгии и соседних странах.

## Население
В Фемонвиле проживает 925 человек.
Несмотря на наличие в Бельгии крупной турецкой общины, в «турецкой деревне» Фемонвиле не проживает ни один этнический турок.

## Спорт

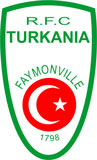
Эмблема футбольной команды Тюрканья

В Фемонвиле имеется футбольная команда Тюрканья (фр. RFC Turkania). На эмблеме команды изображены звезда и полумесяц.